# Angie (dokumentarfilm)
 For alternative betydninger, se Angie. (Se også artikler, som begynder med Angie)
Angie er en dansk dokumentarfilm fra 2005 instrueret af Tine Katinka Jensen.

## Handling
Angie er 23 år og rapper. 14-årige Simon og Marwan, en 24-årig palæstinenser, er Angies bedste venner. Vi følger deres hverdag i Angies lejlighed. Angie er den eneste pige, som stiller op til konkurrencen om at blive "Årets rapper" i København.